# William Ziegler
William Ziegler (Condado de Beaver, 1 de setembro de 1843 - 25 de maio de 1905) foi um empresário e industrial norte-americano, um dos fundadores da Royal Baking Powder Company.  Entre os seus interesses encontrava-se a organização de expedições ao Ártico e a vela.
Ficou célebre a expedição polar Ziegler de 1903–1905, também conhecida como expedição Fiala, que falhou o objetivo de atingir o Polo Norte.
Em sua homenagem, uma das ilhas da Terra de Francisco José leva o seu nome: a ilha Ziegler.